# Nzitwe
Nzitwe är ett vattendrag i Burundi.   Det ligger i provinsen Muramvya, i den västra delen av landet, 20 km nordost om huvudstaden Bujumbura.
Omgivningarna runt Nzitwe är en mosaik av jordbruksmark och naturlig växtlighet. Runt Nzitwe är det tätbefolkat, med 297 invånare per kvadratkilometer.